# Jan Pióro
Jan Maria Pióro h. Bończa (ur. 21 kwietnia 1887 w Grabowie, zm. wiosną 1940 w Charkowie) – doktor medycyny, pułkownik lekarz Wojska Polskiego, ofiara zbrodni katyńskiej.

## Życiorys
Syn Jana i Józefy z Bogusławskich urodzony w Grabowie w ówczesnym powiecie szczuczyńskim guberni łomżyńskiej. W 1911 roku uzyskał dyplom lekarski na Uniwersytecie Ludwika i Maksymiliana w Monachium. W okresie I wojny światowej w latach 1914–1918 przebywał w niewoli niemieckiej.
W dniu 28 listopada 1918 roku został przyjęty do Wojska Polskiego „w charakterze lekarza wojskowego”, mianowany kapitanem lekarzem i przydzielony do Pułku Inżynieryjnego i Komendy Miasta Warszawa. Uczestniczył w wojnie polsko-ukraińskiej i wojnie polsko-bolszewickiej.
1 czerwca 1921 roku pełnił służbę w Szpitalu Wojskowym w Modlinie, a jego oddziałem macierzystym była wówczas Kompania Zapasowa Sanitarna Nr 2. 3 maja 1922 roku został zweryfikowany w stopniu majora ze starszeństwem z dniem 1 czerwca 1919 roku i 132. lokatą w korpusie oficerów sanitarnych, w grupie lekarzy. Z dniem 1 października 1922 roku otrzymał przeniesienie z 2 Batalionu Sanitarnego w Lublinie do 3 batalionu sanitarnego w Grodnie. W 1923 roku był dowódcą 3 batalionu sanitarnego w Grodnie. 21 stycznia 1924 roku otrzymał przeniesienie do Szpitala Okręgowego Nr III w Wilnie na stanowisko ordynatora. W 1928 roku pełnił służbę w Szpitalu Obszaru Warownego „Wilno” w Wilnie. W marcu 1930 roku został przeniesiony z 4 pułku Ułanów Zaniemeńskich do 3 Szpitala Okręgowego w Grodnie na stanowisko starszego ordynatora. Na podpułkownika został awansowany ze starszeństwem z dniem 1 stycznia 1931 roku i 7. lokatą w korpusie oficerów sanitarnych, w grupie lekarzy. W czerwcu 1934 roku został przeniesiony do 10 Szpitala Okręgowego w Przemyślu na stanowisko komendanta. Następnie został szefem sanitarnym Okręgu Korpusu Nr X w Przemyślu. Na pułkownika awansował ze starszeństwem z dniem 19 marca 1938 roku i 3. lokatą w korpusie oficerów zdrowia, w grupie lekarzy.
Był lekarzem chirurgiem i ginekologiem, miał syna Tadeusza, który został generałem brygady ludowego Wojska Polskiego.

W czasie kampanii wrześniowej 1939 roku był szefem służby zdrowia Armii „Modlin”. Po agresji ZSRR na Polskę z 17 września 1939 roku został aresztowany przez Sowietów. Był przetrzymywany w obozie starobielskim. Wiosną 1940 roku wraz z innymi jeńcami osadzonymi w Starobielsku został przewieziony do Charkowa i rozstrzelany przez funkcjonariuszy Obwodowego Zarządu NKWD w Charkowie oraz pracowników NKWD przybyłych z Moskwy na mocy decyzji Biura Politycznego KC WKP(b) z 5 marca 1940 roku. Pogrzebano go potajemnie w bezimiennej mogile zbiorowej w Piatichatkach, gdzie od 17 czerwca 2000 roku mieści się oficjalnie Cmentarz Ofiar Totalitaryzmu w Charkowie. Figuruje na Liście Starobielskiej NKWD pod poz. 2642.
Postanowieniem nr 112-48-07 Prezydenta Rzeczypospolitej Polskiej Lecha Kaczyńskiego z 5 października 2007 roku został awansowany pośmiertnie do stopnia generała brygady. Awans został ogłoszony 9 listopada 2007 roku w Warszawie, w trakcie uroczystości „Katyń Pamiętamy – Uczcijmy Pamięć Bohaterów”.

## Upamiętnienie
W ramach akcji „Katyń... pamiętamy” / „Katyń... Ocalić od zapomnienia”, w Złocieńcu został zasadzony Dąb Pamięci honorujący Jana Pióro.

## Ordery i odznaczenia
- Złoty Krzyż Zasługi (19 marca 1937)[19][20]
- Państwowa Odznaka Sportowa[21]